# Elleringhauser Tunnel
Der Elleringhauser Tunnel ist ein 1393 m langer und einröhriger Eisenbahntunnel der Oberen Ruhrtalbahn nahe Olsberg und Brilon im nordrhein-westfälischen Hochsauerlandkreis. Er wurde 1872 zweigleisig in Betrieb genommen und 2022 begannen die Bauarbeiten zur eingleisigen Erneuerung.

## Geographische Lage
Der Elleringhäuser Tunnel liegt innerhalb des Sauerlandes im Nordostteil des Rothaargebirges zwischen Elleringhausen (südöstlicher Stadtteil von Olsberg) im Tal des Gierskoppbaches im Westsüdwesten und Brilon-Wald (südlicher Stadtteil von Brilon) im Tal der Hoppecke im Ostnordosten; die Grenze beider Städte verläuft über den vom Tunnel durchquerten Bergsattel (609,4 m ü. NHN) zwischen dem Habberg (653,3 m) im Norden und Ginsterkopf (663,3 m) im Süden und zudem über beide Berge. Der bei Streckenkilometer 240,1 gelegene Tunnel verbindet den Bahnhof Olsberg (km 233,9) mit dem Bahnhof Brilon Wald (km 241,8). Er führt unter der Rhein-Weser-Wasserscheide hindurch; der Gierskoppbach entwässert durch die Ruhr in den Rhein, die Hoppecke führt über die Diemel zur Weser.
Das Westsüdwestportal (nahe der 1978 aufgegebenen Haltestelle Elleringhausen) befindet sich auf etwa 450 m und das von der Bundesstraße 251 überquerte Ostnordostportal auf rund 460 m Höhe; die höchstgelegene Geländestelle oberhalb des Tunnels liegt nahe dem vorgenannten Sattel auf knapp 620 m Höhe. Während das Westsüdwestportal direkt südlich vom kleinen Gierskoppbach-Zufluss Habbecke passiert wird, wird der Tunnel nahe dem Ostnordostportal unter dem kleinen Hoppecke-Zufluss Äskerfsiepen hindurchgeleitet.
Man kann durch den Tunnel nicht vom einen zum anderen Ende schauen, da die portalnahen Tunnelbereiche jeweils leicht gekrümmt sind.

## Geschichte und Beschreibung
Der Elleringhauser Tunnel wurde von 1868 bis 1872 einröhrig und zweigleisig erbaut. Die Inbetriebnahme war am 6. März 1872.
Der Gewölbe mit seinem Hufeisenquerschnitt wurde mit einem Natursteinmauerwerk mit Mauerwerksstärken in der Regel zwischen 0,40 und 1,00 Metern ausgemauert. Die Widerlager wurden bereichsweise mit Beton unterfangen. Die Gründung geht bis auf Tiefen von ca. 0,14 Meter über bis ca. 0,5 Meter unter Schienenoberkante. Der Tunnel wurde mit 83 Schutznischen links und rechts in unregelmäßigen Abständen von ca. 25 bis 26 Metern ausgestattet. In einigen Nischen wurden signaltechnische Ausrüstungen untergebracht, so steht im Tunnel ein Vorsignalwiederholer. Im Tunnel wurde eine Drainage eingebaut. Der Sohle wurde abschnittsweise gemauert.
Beide Portale wurden gemauert.
Der Tunnel wurde mit Betonbalken als Randweg vor dem Fuß beider Widerlager nachgerüstet. In der südlichen Kämpferlinie wurde nachträglich eine Löschwasserleitung (Trockenleitung) eingebaut. Vor beiden Portalen wurden jeweils Rettungsplätze angelegt. Das ursprüngliche Mauerwerk wurde in mehreren Tunnelabschnitten mürbe und in seiner Substanz stark angegriffen. Kleinere Flächen wurden nachträglich mit Spritzbeton, der teilweise wieder riss, abgedichtet oder mit Ziegelmauerwerk ausgebessert. Am Gewölbe entstanden an vielen Stellen Durchnässungen und Tropfstellen.
Der Tunnel entsprach dem alten zweigleisigen EBO-Lichtraumprofil. Aufgrund des nicht durchgehend mindestens 3,50 Meter betragenden Gleisachsabstands, an einigen Stellen nur 3,48 Meter, bestand im Tunnel bis 2023 ein betriebliches Verbot der Zugbegegnung.
Bedingt durch den Zustand der Bausubstanz mit zum Teil erheblichen Schäden, ferner den nicht mehr dem Stand der Technik und den Richtlinien entsprechenden Gegebenheiten wurde eine Erneuerung notwendig, die eingleisig ausgeführt wird. Um eine sonst erforderliche durchgende Vollsperrung über rund 1,5 Jahre zu vermeiden, wird zur Erneuerung überwiegend die Tunnel-im-Tunnel-Methode eingesetzt. Die Bauarbeiten begannen mit einem symbolischen Spatenstich im September 2022.
Während einer Vollsperrung ab Mai 2023 wurden die beiden Gleise durch ein mittiges Betriebsgleis ersetzt. Dabei kam es jedoch zu erheblichen Verzögerungen, auch bei der Anbindung der neuen Weichen und Signale an das Stellwerk, und zuletzt zu Problemen mit der Sicherheitsprüfung der bisherigen Bauarbeiten, weshalb sich das Ende der Sperrung bis November 2023 verzögerte.
Eine weitere Vollsperrung ist für den Zeitraum Juni bis September 2025 vorgesehen, um das Betriebsgleis durch ein Gleis in Fester Fahrbahn in Endlage zu ersetzen. Im Tunnel werden unter anderem ein Fluchtweg, eine Löschwasserleitung und eine Sicherheitsbeleuchtung eingerichtet. Von der Ostseite wird ein paralleler, circa 475 Meter langer und mit Rettungsfahrzeugen befahrbarer Rettungsstollen mit einem Wendehammer, einem Wetterschacht und einer Verbindung zum Tunnel vorgetrieben. Der Zeitplan sah die Inbetriebnahme für das Frühjahr 2026 und folgende Restarbeiten bis zum Frühjahr 2028 vor.
Im Juni 2024 berichtete DB InfraGo, dass es zu Projektverzögerungen und weiteren Einschränkungen für die Reisenden kommen wird. Nach Validierung des Bestandstunnels und den Ausführungsplanungen hat sich ergeben, dass die Ausbruchlinie vergrößert werden muss und dadurch in Teilen die Teerabdichtung tangiert wird. Die Sanierung soll erst im März 2029 abgeschlossen werden und damit 3 Jahre später als zunächst geplant.
Statt zwei Sperrpausen von insgesamt 6 Monaten, sind nun zwei weitere Sperrpausen von zusammen 12 Monaten geplant. Ab Dezember 2025 soll außerdem die nächtliche Sperrpause von 6 1/2 Stunden auf 10 Stunden verlängert werden, sodass nicht nur der letzte Zug von Dortmund nach Brilon Stadt ab Bigge durch einen Bus ersetzt wird, sondern bereits ab 19 Uhr der Bahnverkehr eingestellt werden muss. Die Kosten für die Sanierung steigen um einen zweistelligen Millionenbetrag.